# Magnolia borneensis
Espèce
Statut de conservation UICN

 NT  : Quasi menacé
Magnolia borneensis est une espèce de plantes à fleurs de la famille des Magnoliacées. C'est un arbre vivant en Asie du Sud-Est.

## Description
Cet arbre peut mesurer jusqu'à 48 m de haut pour un diamètre de 138 cm. les feuilles sont glabres, simples et alternes.

## Répartition et habitat
Cette espèce est présente aux Philippines, en Malaisie (état de Sabah et Sarawak sur l'île de Bornéo) et en Indonésie (Kalimantan).